# Barcelona Búfals
I Barcelona Búfals sono una squadra di football americano di Barcellona, in Spagna.

## Storia
Fondati nel 1987, hanno vinto 1 titolo catalano femminile e 2 supercoppe catalane. La squadra maschile disputa la LNFA B, mentre quella femminile gioca il campionato di primo livello.

## Dettaglio stagioni

### Tornei nazionali

#### Campionato

##### LNFA
| Stagione | regular season | regular season | regular season | regular season | regular season | regular season | playoff | playoff | playoff | playoff | playoff | playoff          | playoff               |
|          | Vin            | Par            | Per            | Tot            | PF             | PS             | Vin     | Per     | Tot     | PF      | PS      | risultato        | avversaria            |
| -------- | -------------- | -------------- | -------------- | -------------- | -------------- | -------------- | ------- | ------- | ------- | ------- | ------- | ---------------- | --------------------- |
| 1995     | 4              | 0              | 5              | 9              | ?              | ?              | 0       | 1       | 1       | 31      | 38      | Wild Card        | Osos de Rivas         |
| 1996     | 4              | 2              | 5              | 11             | ?              | ?              | 0       | 1       | 1       | 14      | 34      | Quarti di finale | Madrid Panteras       |
| 1997     | ?              | ?              | ?              | ?              | ?              | ?              | 1       | 1       | 2       | 18      | 30      | Secondo turno    | Camioneros de Coslada |
| 2008     | 3              | 0              | 5              | 8              | ?              | ?              | -       | -       | -       | -       | -       | -                | -                     |
| 2009     | 4              | 0              | 5              | 9              | 159            | 248            | 0       | 1       | 1       | 0       | 41      | Wild Card        | Valencia Firebats     |
| 2010     | 8              | 0              | 0              | 8              | 232            | 42             | 0       | 1       | 1       | 6       | 9       | Wild Card        | Osos de Rivas         |
| 2011     | 2              | 0              | 8              | 10             | 129            | 367            | -       | -       | -       | -       | -       | -                | -                     |
| Totale   | 25+?           | 2+?            | 28+?           | 55+?           | 520+?          | 657+?          | 1       | 5       | 6       | 69      | 152     |                  |                       |

Fonti: Enciclopedia del Football - A cura di Roberto Mezzetti

##### LNFA Femenina
| Stagione | regular season | regular season | regular season | regular season | regular season | regular season | playoff | playoff | playoff | playoff | playoff | playoff       | playoff         |
|          | Vin            | Par            | Per            | Tot            | PF             | PS             | Vin     | Per     | Tot     | PF      | PS      | risultato     | avversaria      |
| -------- | -------------- | -------------- | -------------- | -------------- | -------------- | -------------- | ------- | ------- | ------- | ------- | ------- | ------------- | --------------- |
| 2014     | 2              | 0              | 2              | 4              | 48             | 61             | 0       | 1       | 1       | 12      | 21      | Finale        | Barberá Rookies |
| 2015     | 2              | 0              | 3              | 5              | 121            | 79             | -       | -       | -       | -       | -       | -             | -               |
| 2016     | 5              | 0              | 0              | 5              | 100            | 40             | 0       | 1       | 1       | 12      | 46      | Finale        | Barberá Rookies |
| 2017     | 3              | 0              | 5              | 8              | 74             | 161            | -       | -       | -       | -       | -       | -             | -               |
| 2018     | 5              | 0              | 3              | 8              | 174            | 95             | 0       | 1       | 1       | 6       | 27      | Finale        | Barberá Rookies |
| 2019     | 4              | 0              | 4              | 8              | 136            | 132            | -       | -       | -       | -       | -       | -             | -               |
| 2020     | 0              | 0              | 2              | 2              | 22             | 72             | -       | -       | -       | -       | -       | Secondo posto | Barberá Rookies |
| 2021     | 0              | 0              | 2              | 2              | 12             | 68             | -       | -       | -       | -       | -       | Secondo posto | Barberá Rookies |
| Totale   | 21             | 0              | 21             | 42             | 687            | 708            | 0       | 3       | 3       | 30      | 94      |               |                 |

Fonti: Enciclopedia del Football - A cura di Roberto Mezzetti

##### Conferencias/Serie B
| Stagione | regular season | regular season | regular season | regular season | regular season | regular season | playoff | playoff | playoff | playoff | playoff | playoff          | playoff                |
|          | Vin            | Par            | Per            | Tot            | PF             | PS             | Vin     | Per     | Tot     | PF      | PS      | risultato        | avversaria             |
| -------- | -------------- | -------------- | -------------- | -------------- | -------------- | -------------- | ------- | ------- | ------- | ------- | ------- | ---------------- | ---------------------- |
| 2012     | 7              | 0              | 1              | 8              | 196            | 70             | 0       | 1       | 1       | 21      | 27      | Quarti di finale | Zaragoza Hurricanes    |
| 2013     | 6              | 0              | 2              | 8              | 80             | 32             | 0       | 1       | 1       | 12      | 42      | Quarti di finale | Granada Lions          |
| 2014     | 5              | 0              | 3              | 8              | 125            | 62             | 0       | 1       | 1       | 3       | 16      | Quarti di finale | Las Rozas Black Demons |
| 2015     | 3              | 0              | 5              | 8              | 67             | 157            | -       | -       | -       | -       | -       | -                | -                      |
| 2016     | 4              | 0              | 2              | 6              | 118            | 111            | 1       | 1       | 2       | 23      | 35      | Semifinale       | L'Hospitalet Pioners   |
| 2017     | 3              | 0              | 5              | 8              | 210            | 142            | -       | -       | -       | -       | -       | -                | -                      |
| Totale   | 28             | 0              | 18             | 46             | 796            | 574            | 1       | 4       | 5       | 59      | 120     |                  |                        |

Fonti: Enciclopedia del Football - A cura di Roberto Mezzetti

##### LNFA Femenina 7×7
| Stagione | regular season | regular season | regular season | regular season | regular season | regular season | playoff | playoff | playoff | playoff | playoff | playoff   | playoff    |
|          | Vin            | Par            | Per            | Tot            | PF             | PS             | Vin     | Per     | Tot     | PF      | PS      | risultato | avversaria |
| -------- | -------------- | -------------- | -------------- | -------------- | -------------- | -------------- | ------- | ------- | ------- | ------- | ------- | --------- | ---------- |
| 2021     | 3              | 0              | 3              | 6              | 180            | 162            | -       | -       | -       | -       | -       | -         | -          |
| Totale   | 3              | 0              | 3              | 6              | 180            | 162            | -       | -       | -       | -       | -       |           |            |

Fonti: Enciclopedia del Football - A cura di Roberto Mezzetti

#### Coppa di Spagna
| Stagione | regular season | regular season | regular season | regular season | regular season | regular season | playoff | playoff | playoff | playoff | playoff | playoff   | playoff        |
|          | Vin            | Par            | Per            | Tot            | PF             | PS             | Vin     | Per     | Tot     | PF      | PS      | risultato | avversaria     |
| -------- | -------------- | -------------- | -------------- | -------------- | -------------- | -------------- | ------- | ------- | ------- | ------- | ------- | --------- | -------------- |
| 2009     | -              | -              | -              | -              | -              | -              | 0       | 1       | 1       | 7       | 10      | Wild Card | Badalona Dracs |
| Totale   | -              | -              | -              | -              | -              | -              | 0       | 1       | 1       | 7       | 10      |           |                |

Fonti: Enciclopedia del Football - A cura di Roberto Mezzetti

### Tornei locali

#### Campionato catalano
| Stagione | regular season | regular season | regular season | regular season | regular season | regular season | playoff | playoff | playoff | playoff | playoff | playoff    | playoff       |
|          | Vin            | Par            | Per            | Tot            | PF             | PS             | Vin     | Per     | Tot     | PF      | PS      | risultato  | avversaria    |
| -------- | -------------- | -------------- | -------------- | -------------- | -------------- | -------------- | ------- | ------- | ------- | ------- | ------- | ---------- | ------------- |
| 2017-18  | 4              | 0              | 3              | 7              | 197            | 146            | 0       | 1       | 1       | 0       | 13      | Semifinale | Terrassa Reds |
| 2018-19  | 5              | 0              | 6              | 11             | 156            | 190            | -       | -       | -       | -       | -       | -          | -             |
| 2019-20  | 3              | 0              | 6              | 9              | 105            | 132            | -       | -       | -       | -       | -       | -          | -             |
| 2021     | 1              | 1              | 5              | 7              | 36             | 112            | -       | -       | -       | -       | -       | -          | -             |
| Totale   | 13             | 1              | 20             | 63             | 570            | 580            | 0       | 1       | 1       | 0       | 13      |            |               |

Fonti: Enciclopedia del Football - A cura di Roberto Mezzetti

##### Campionato catalano femminile
| Stagione | regular season | regular season | regular season | regular season | regular season | regular season | playoff | playoff | playoff | playoff | playoff | playoff   | playoff         |
|          | Vin            | Par            | Per            | Tot            | PF             | PS             | Vin     | Per     | Tot     | PF      | PS      | risultato | avversaria      |
| -------- | -------------- | -------------- | -------------- | -------------- | -------------- | -------------- | ------- | ------- | ------- | ------- | ------- | --------- | --------------- |
| 2015     | 1              | 0              | 2              | 3              | 72             | 46             | 1       | 1       | 2       | 40      | 44      | Finale    | Barberá Rookies |
| 2016     | 4              | 0              | 0              | 4              | 80             | 22             | 1       | 1       | 2       | 24      | 42      | Finale    | Barberá Rookies |
| Totale   | 5              | 0              | 2              | 7              | 152            | 68             | 2       | 2       | 4       | 64      | 86      |           |                 |

Fonti: Enciclopedia del Football - A cura di Roberto Mezzetti

### Riepilogo fasi finali disputate
| Anno             | Luogo                     | Evento         | Fase del torneo | Incontro                                | Risultato |
| 21 dicembre 2008 |                           | Copa de España | Wild Card       | Barcelona Búfals - Badalona Dracs       | 7 - 10    |
| 7-8 giugno 2014  | Calatayud                 | LNFA Femenina  | Finale          | Barberá Rookies - Barcelona Búfals      | 21 - 12   |
| 23 maggio 2015   |                           | LCFA Femení    | Finale          | Barberá Rookies - Barcelona Búfals      | 25 - 13   |
| 15 maggio 2016   | L'Hospitalet de Llobregat | Serie B        | Semifinale      | L'Hospitalet Pioners - Barcelona Búfals | 28 - 7    |
| 29 maggio 2016   |                           | LCFA Femení    | Finale          | Barcelona Búfals - Barberá Rookies      | 6 - 36    |
| 11 giugno 2016   |                           | LNFA Femenina  | Finale          | Barcelona Búfals - Barberá Rookies      | 12 - 46   |
| 8 aprile 2018    |                           | LCFA           | Semifinale      | Terrassa Reds - Barcelona Búfals        | 13 - 0    |
| 26 maggio 2018   | Barberà del Vallès        | LNFA Femenina  | Finale          | Barberá Rookies - Barcelona Búfals      | 27 - 6    |

## Palmarès
- 1 Campionato catalano femminile (2014)
- 2 Campionati catalani flag open (2010, 2011)
- 2 Supercoppe catalane (1993, 1995)
- 3 Coppe catalane
- 4 Campionati catalani juniores (1999, 2006, 2007, 2009)
- 1 Campionato catalano juniores a 7 (2007)
- 5 Campionati catalani cadetti (2005, 2006, 2008, 2009, 2016)
- 4 Coppe catalane cadetti (2003, 2005, 2006, 2015)